# 765
765（七百六十五、ななひゃくろくじゅうご）は自然数、また整数において、764の次で766の前の数である。

## 性質
- 765は合成数であり、約数は 1, 3, 5, 9, 15, 17, 45, 51, 85, 153, 255, 765 である。
  - 約数の和は1404。
- 1桁の自然数を降順に並べてできる24番目の数である。1つ前は654、次は876。(オンライン整数列大辞典の数列 A138142)
  - 3つの負の数でない整数を降順に並べてできる6番目の数である。1つ前は654、次は876。(オンライン整数列大辞典の数列 A127424)
  - 桁で並べ替えをすると連続自然数になる57番目の数である。1つ前は756、次は768。(オンライン整数列大辞典の数列 A288528)
    - 連続整数からなる63番目の数である。1つ前は756、次は768。(オンライン整数列大辞典の数列 A215014)
- 各位の和が18になる33番目の数である。1つ前は756、次は774。
- 765 = 62 + 272 = 182 + 212
  - 異なる2つの平方数の和で表せる225番目の数である。1つ前は761、次は769。(オンライン整数列大辞典の数列 A004431)
  - 2つの平方数の和2通りで表せる50番目の数である。1つ前は754、次は785。
- 765 = 22 + 192 + 202 = 52 + 82 + 262 = 52 + 162 + 222 = 132 + 142 + 202
  - 3つの平方数の和4通りで表せる84番目の数である。1つ前は756、次は771。(オンライン整数列大辞典の数列 A025324)
  - 異なる3つの平方数の和4通りで表せる70番目の数である。1つ前は756、次は769。(オンライン整数列大辞典の数列 A025342)
- 765 = 13 + 23 + 33 + 93 = 43 + 43 + 53 + 83
  - 4つの正の数の立方数の和で表せる210番目の数である。1つ前は763、次は770。(オンライン整数列大辞典の数列 A003327)
  - 765 = 13 + 23 + 33 + 93
    - 異なる正の数の4つの立方数の和1通りで表せる49番目の数である。1つ前は763、次は793。(オンライン整数列大辞典の数列 A025408)
- 765 = 282 − (7 + 8 + 4)
  - n = 28 のときの n2 とその各位の和の差である。1つ前は711、次は828。(オンライン整数列大辞典の数列 A224977)
- 765 = 312 − 196
  - n = 31 のときの n2 − 142 の値とみたとき1つ前は704、次は828(オンライン整数列大辞典の数列 A132770)。
- 15×51＝765。
  - 2つの数の積で表したとき、回文数でない数とその数を逆に並べた数との積で表せる5番目の数（ただし逆に並べたとき先頭が0になる数は除く）。1つ前は736、次は976。

## その他 765 に関連すること
- 山梨放送、山口放送のラジオ周波数は、765 kHz。
  - 山梨放送の番組で「765」がつくもの。
    - 『765morning』
    - 『765MUX』
    - 『Talk魂765 Go!Go!イチ』
    - 『765YBSラジオ パワー・ザ・ナイター』
- ニッケル・プレート鉄道765号蒸気機関車は、アメリカ合衆国の蒸気機関車。
- 第七六五海軍航空隊は、大日本帝国海軍の飛行隊。
- モントピリア (USS Montpelier, SSN-765) は、アメリカ海軍のロサンゼルス級原子力潜水艦。
- 765プロダクション(なむこプロダクション)は、アイドルマスターシリーズに登場する芸能プロダクション。
- マクラーレン・765LTは、マクラーレン・オートモーティブが開発、販売をしていたスーパーカー。LT(LongTail)シリーズ史上最高の出力値765HPに達する。